# 구마기
구마기(久麻伎, 생몰년 불명)는, 7세기의 인물로, 제주도에 있던 탐라의 왕자이다. 구마예(久麻藝)라고도 한다. 669년, 673년, 675년 3번에 걸쳐 일본에 사자로 파견되었다.
세 번의 일본 방문은 모두 『일본서기』에 기록되어 있다. 구마기의 첫 일본 방문은 덴지 천황 8년(669년) 3월 11일로 탐라 공헌의 사자로서 파견되어 18일에 오곡의 종자를 선물받고 탐라로 돌아갔다.
이어 덴무 천황 2년(673년) 6월 8일 왕자 구마예는 도라, 우마와 함께 다시 조공했다. 같은 시기에 신라도 즉위축하사신과 전 천황의 조상사신을 보냈다. 함께 쓰쿠시에 있었으나, 8월 25일 신라의 즉위축하사신만 호명되고 구마예는 귀국 명령을 받았다. 덴무 천황은 (임신의 난으로) 새롭게 천하를 평정하고 즉위했으니 축하사절만 만날 것으며, 춥고 파도가 거세질 때이니 오래 머물지 말고 귀국하라는 이유였다. 이 말을 들은 구마예 등은 조용했다. 귀국하면서 탐라의 왕과 구마예에게 대을상의 위와 금수로 장식된 그 관을 내려 백제의 좌평위와 동격으로 삼았다. 구마예 등은 쓰쿠시에서 귀국했다.
세 번째는 덴무 천황 4년(675년)으로, 8월 1일 조사로서 왕자 구마기가 쓰쿠시에 도착했다. 이로써 구마기의 기록은 끊어지는데, 9월 27일에는 탐라의 왕 고여가 난바에 도착했음이 기록된다. 왕과 왕자가 행을 함께 했는지는 사료상 분명하지 않으나 동행했다면 이듬해 2월 24일 배 1척을 주고 7월 8일 귀국했을 것이다.

## 참고 문헌
- 小島憲之、直木孝次郎、西宮一民、蔵中進、毛利正守・校注・訳『日本書紀』3、小学館、新編日本古典文学全集4、1998年、ISBN 4-09-658004-X。
- 坂本太郎、家永三郎、井上光貞、大野晋、校注『日本書紀』5、岩波書店、岩波文庫、1995年、ISBN 4-00-300045-5。（1993年発行の日本古典文学大系新装版『日本書紀』の文庫化）。